# 8×64mm S

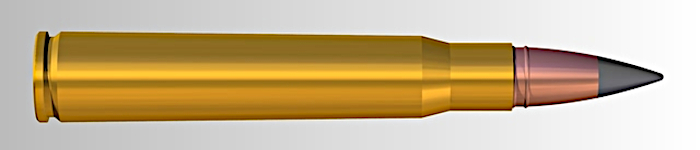

8×64mm S (비공식적으로 8×64mm S 브레네케라고도 알려짐) (S는 8.2mm(.323인치) 총열 지름 총알용임을 의미)는 독일군을 위해 군용 서비스 탄약으로 개발되었으나 한 번도 지급되지 않은 림이 없는 병목형 중앙 격발식탄약통이다. 유럽 탄약의 관례에 따라 8은 8mm 총알 구경을 나타내고 64는 64mm(2.52인치) 탄피 길이를 나타낸다.
8×64mm는 중부 유럽의 사냥용 탄약으로, 최대 전체 길이가 87.5 mm (3.445 in)이므로 표준 크기 군용 마우저게베어 98볼트액션 소총에 비교적 쉽게 장전할 수 있다. 그러나 이러한 군용 M98 볼트액션 소총의 탄창 상자는 M98 내부 탄창 상자의 내부 탄창 길이가 84 mm (3.31 in)이므로 8×64mm S 탄약이 제대로 작동하려면 유능한 총기제작자에 의해 개조되어야 한다.

## 역사
20세기 초, 유명한 독일의 총기 및 탄약 설계자인 빌헬름 브레네케(1865–1951)는 당시 독일군이 마우저 98 소총에 사용하던 M/88 탄약통과 같은 표준 탄약통을 늘리거나 다른 차원적 변경을 통해 추가적인 총구 속도를 얻는 공학적 개념을 실험하고 있었다.
1912년에 브레네케는 8×64mm S 탄약을 새로 설계했다 (8×64mm S는 다른 탄약을 모체 탄피로 삼지 않는다). 이 탄약은 당시 독일군의 표준 제식 소총이었던 마우저 게베어 98 소총의 탄도 성능을 업그레이드하기 위해 개발된 새로운 소총 탄약의 예이다 (8×64mm S와 6.5×64mm는 다른 탄약을 모체 탄피로 삼지 않는다). 전체 길이와 8×57mm IS 군용 탄약에 비해 약간 더 큰 탄피 머리 직경을 포함한 외부 탄피 치수는 적당한 최대 압력 증가와 함께 게베어 98 소총을 8×64mm S용으로 쉽게 개조할 수 있도록 선택되었다. 브레네케는 군사 교리가 800m에서 1000m(875~1094야드)까지의 사거리에서 소총 사격을 예상했던 시대에 이 탄약으로 큰 성공을 거두기를 희망했다. 그러나 독일군은 8×57mm IS 소총 탄약을 고수했으며, 더 크고 무거운 탄약으로 서비스 소총의 약실을 개조하는 것을 피했다. 이 탄약은 8x57mm보다 더 유리한 탄피 부피 대 총열 면적 비율로 인해 탄도학적으로 우수했다.
상업적으로 8×64mm S는 제1차 세계 대전과 제2차 세계 대전 사이의 초기 성공 단계를 거친 후에는 다소 성공적이지 못했다. 57mm(2.244인치) 길이의 M/88 탄약통을 늘려 당시에는 매우 강력한 새로운 탄약을 만드는 브레네케의 공학적 개념은 본질적으로 건전했으며, 그는 이 방향으로 상업적으로 성공한 7×64mm와 같은 새로운 탄약 개발을 계속했다.
8×64mm S는 8×57mm IS에 비해 약 2~5%의 추가 총구 속도를 제공했다. 이는 더 평탄한 탄도와 더 긴 사거리에서의 더 나은 성능으로 이어진다.
8×64mm S 소총 탄약 외에도 브레네케는 탄피의 분해식 소총용 림 버전도 설계했다. 림이 있는 8×65mmR S 변형 탄피 또한 상업적으로는 성공적이지 못했다.
총기 디자이너 오타카르 갈라쉬(Otakar Galaš)는 원래 1950년경 8×64mm S용으로 제작된 마우저 M98 액션을 기반으로 한 저격총을 개발했다. 이는 ZG 47이라는 명칭으로 테스트되었다. 이 소총은 갈라쉬에 의해 모신-나강 액션을 기반으로 재설계되었고 7.62×54mmR용으로 제작되었다. 최종 형태에서 갈라쉬의 소총은 1954년 체코슬로바키아에서 채택되었고 1956년부터 1958년까지 vz.54로 생산되었다.

### 8×64mm
이 탄약은 다른 총알 구경을 위한 8×64mm 변형 (S 또는 다른 추가 사항 없음)으로도 존재한다. 8×64mm용으로 제작된 소총은 8×57mm I에서 볼 수 있는 초기 더 좁은 8.07mm(.318인치) I-보어를 사용한다.
잠재적으로 심각한 사고를 피하기 위해 이 두 가지 다른 총알 구경에 맞게 장전된 탄약을 명확하게 구분하고, 적절하게 약실/총신이 된 소총에서만 발사하는 것이 중요하다.

### 림드 변형
1914년에 브레네케는 8×64mm S와 8×64mm 림리스 변형을 위한 분해식 소총용 림드 변형을 도입했다. 이 림드 변형은 8×65mmRS와 8×65mmR로 알려져 있다.

## 탄약통 치수
8×64mm S는 4.51 ml (69.5 그레인) H2O 탄약통 용량을 가지고 있다. 8×64mm S가 개발된 시대를 나타내는 특징은 완만하게 경사진 어깨이다. 탄피의 외부 형상은 극심한 조건에서도 볼트액션 소총에서 안정적인 탄피 급탄 및 추출을 촉진하도록 설계되었다.
8×64mm S 최대 C.I.P. 탄약통 치수. 모든 치수는 밀리미터(mm) 단위이다.
미국인들은 어깨 각도를 알파/2 ≈ 14도로 정의할 것이다. 이 탄약의 일반적인 강선회전율은 240mm(1인치 9.45인치), 4개 홈, 랜드 직경 = 7.89mm, 홈 직경 = 8.20mm, 랜드 폭 = 4.40mm이며 뇌관 유형은 장전량에 따라 대형 소총 또는 대형 소총 매그넘이다.
공식 C.I.P. (Commission Internationale Permanente pour l'Epreuve des Armes à Feu Portatives) 규정에 따르면 8×64mm S는 최대 405.00 MPa (58,740 psi) Pmax 압력을 견딜 수 있다. C.I.P. 규제 국가에서는 모든 소총-탄약 조합이 소비자 판매를 위해 인증을 받으려면 이 최대 C.I.P. 압력의 125%로 시험 발사되어야 한다.
이는 C.I.P. 규제 국가에서 8×64mm S 약실의 총기가 현재(2016년) 506.00 MPa (73,389 psi) PE 압력으로 시험 발사됨을 의미한다.
미국의 8mm-06와일드캣 탄약(유럽 명칭으로는 8mm-06을 8×63mm S라고 부름)은 아마도 8×64mm S의 가장 가까운 탄도학적 쌍둥이일 것이다. 이것은 8mm(.323인치) 총알을 수용하도록 .30-06 스프링필드 와일드캣을 넥업한 것이다. 이 개조는 제2차 세계 대전 후 미군이 독일 마우저 서비스 소총을 전쟁 기념품으로 가져왔을 때 미국에서 독일 8×57mm IS 탄약이 쉽게 구할 수 없었기 때문에 미국에서 흔히 구할 수 있는 탄약통을 사용하기 쉽게 하기 위해 미국의 독일 마우저 98 소총에 수행되었다.

## 현대적 사용
8×64mm S는 일부 유럽 사냥용 소총 제조업체의 제품군에서 약실 옵션으로 제공된다. 8×64mm S의 성능은 상업적으로 중요한 8×57mm IS 표준 탄약과 8×68mm S 매그넘 탄약 사이에 있어 모든 종류의 유럽 사냥감 사냥에 적합하다. 2001년에 브레네케사는 12.8그램 브레네케 토페도 이데알 게쇼스(TIG) 사냥용 총알을 장전하여 8×64mm S 탄약을 부활시키려 했다. 셀리에르 앤 벨로트와 브레네케는 현재(2007년) 8×64mm S 공장 출하 탄약을 제공하는 유일한 탄약 제조업체이다.
짧고 가벼운 총알을 장전하면 유럽노루나 알프스산양과 같은 작은 유럽 사냥감에 사용할 수 있다. 길고 무거운 총알을 장전하면 멧돼지, 말사슴, 말코손바닥사슴, 불곰과 같은 큰 유럽 사냥감에 사용할 수 있다. 8×64mm S는 빠르고 강선회전율 덕분에 길고 무거운 총알을 높은 단면 밀도로 발사할 수 있어 매우 우수한 관통 능력을 제공한다.
8×64mm S는 이전 또는 현재 군용 탄약의 민간 사용을 금지하는 국가에서 사용할 수 있다. 프랑스에서는 원래 군용 구경 소총의 소유가 엄격하게 규제되는데, 8×64mm S와 같은 탄약은 프랑스 허가받은 총기 소유자가 마우저게베어 98 시스템 기반 소총을 덜 제한적인 "사냥용 소총" 범주로 소유할 수 있도록 허용한다. 또한 희귀한 8×60mm S 탄약은 8mm S-보어를 사용하는 마우저 게베어 98 및 카라비너 98k 기반 사냥용 소총에 유사한 약실 개조 옵션을 제공한다. 더 큰 탄피 용량 덕분에 8×64mm S 약실은 8×60mm S보다 더 나은 탄도 성능을 제공한다.
8×64mm S의 림드 자매 탄약인 8×65mm RS도 8×64mm S와 같은 이유로 중부 유럽에서 인기가 없다.

## 8mm 탄약 비교
650mm(25.59인치) 길이의 총열에서 비교적 가벼운 것부터 무거운 8mm 총알을 장전하고 C.I.P. 또는 SAAMI (Sporting Arms and Ammunition Manufacturers’ Institute)의 승인된 최대 압력까지 시험한 유럽 및 미국 8mm 소총 탄약의 최대 총구 속도 비교(%).
| 총알 무게 그램 (그레인) | 8.23 g (127 gr) | 9.72 g (150 gr) | 11.34 g (175 gr) | 12.96 g (200 gr) | 14.26 g (220 gr) | 탄피 용량 (%) |
| ----------------------- | --------------- | --------------- | ---------------- | ---------------- | ---------------- | ------------- |
| 8×57mm IS               | 100.0           | 100.0           | 100.0            | 100.0            | 100.0            | 100.0         |
| 8×64mm S                | 102.7           | 102.7           | 102.8            | 102.9            | 102.9            | 110.3         |
| .325 WSM                | 108.7           | 109.1           | 109.0            | 109.3            | 111.1            | 131.7         |
| 8×68mm S                | 108.4           | 108.5           | 108.7            | 110.5            | 112.3            | 136.5         |
| 8mm Rem. Mag.           | 111.9           | 112.3           | 114.5            | 115.3            | 116.0            | 157.1         |

이 비교는 8mm 레밍턴 매그넘이 460 MPa (66717 psi), .325 윈체스터 숏 매그넘이 435 MPa (63,091 psi), 8×68mm S가 440 MPa (63817 psi), 8×64mm S가 405 MPa (58740 psi), 그리고 7.92×57mm 마우저가 390 MPa (56564 psi)의 최대 약실 압력으로 작동하므로 전적으로 객관적이지 않다. 약실 압력이 높을수록 총구 속도가 높아진다. 8mm-06와일드캣 탄약은 .30-06 스프링필드를 기반으로 하며 8×64mm와 거의 동일한 치수 및 탄피 용량을 가지므로 유사한 성능을 제공한다.

## 같이 보기
- 소총 탄약 목록
- 8mm 구경
- 브레네케
- 7×64mm
- 9.3×64mm 브레네케